# Garibaldi-Bataillon
Das Garibaldi-Bataillon war ein antifaschistischer italienischer Freiwilligenverband, der ab November 1936 im Spanischen Bürgerkrieg auf republikanischer Seite im Rahmen der Internationalen Brigaden eingesetzt wurde. Das Bataillon war nach dem italienischen Freiheitskämpfer Giuseppe Garibaldi benannt. Im Juli 1937 ging aus dem  Verband die Garibaldi-Brigade hervor, in der etwa 3.400 italienische Freiwillige kämpften. Eine andere italienische Milizeinheit war die Einheit „Sacco und Vanzetti“, die sich im September 1936 formierte, aber der CNT-Milizeinheit Durruti anschloss.

## Geschichte

### Die ersten kommunistischen italienischen Milizionäre

Flagge des Garibaldi-Bataillon (1937)

Die ersten italienischen Freiwilligen kamen in den ersten Monaten des Spanischen Bürgerkrieges unorganisiert über die Pyrenäen nach Barcelona. Vornehmlich kämpften sie an der Aragon-Front.
Einige dieser Freiwilligen reihten sich in die internationale Centuria der katalanischen PSUC-Partei ein. Die ersten zwölf Italiener, die sich einreihten, kamen am 3. August 1936 in Barcelona an. Diese Milizionäre bildeten mit weiteren Freiwilligen im August 1936 die kommunistische Centuria Giustizia e Libertà mit 50 Milizionären. Sie wurde zu Beginn des Spanischen Bürgerkrieges auch als Columna Roselli bezeichnet. Die Centuria marschierte in der Nacht vom 19. zum 20. August an die Aragon-Front und kämpfte an dieser bis Ende Oktober.
Kurz vor September 1936 formierte sich in Barcelona eine weitere italienische Centuria, die Centuria Gastone Sozzi, mit internationalen Freiwilligen aus Italien, Polen, Frankreich, Belgien und Dänemark. Kommandeur war Gottardo Rinaldi und Polit-Kommissar war Francesco Leone. Die Centuria Gastone Sozzi nahm an der Schlacht um Mallorca zwischen dem 16. August und dem 4. September 1936 teil.
Am 9. September erfolgte die Zusammenlegung der beiden Centurien zum Korps Libertad oder López-Tienda. Das Korps wurde von Barcelona nach Madrid beordert und nahm ab dem 10. September 1936 mit dem Fünften Regiment Aufstellung an der Straße von Madrid nach Talavera de la Reina. Am 6. Oktober 1936 zwangen die Truppen der Nationalisten das Korps Libertad sich nach Madrid zurückzuziehen. Bei Rückzugsgefechten wurden das Korps Libertad eingekesselt.

### Garibaldi-Bataillon
Nach dem Beschluss der spanischen Regierung wurden die Milizeinheiten zu Bataillonen umorganisiert. Durch den Zustrom von italienischen Freiwilligen wurde am 22. Oktober 1936 aus den beiden ehemaligen Centurien, der Centuria Giustizia e Libertà und der Centuria Gastone Sozzi, das Garibaldi-Bataillon formiert. Das Garibaldi-Bataillon wurde in die IX. Brigada Móvil de Choque eingruppiert. Die zunächst vier Kompanien des Bataillons wurden nach Louis de Bosis, Mario Angeloni, Gastone Sozzi und Fernando De Rosa benannt. In diesen Kompanien dienten auch Freiwillige aus San Marino und aus dem Schweizer Tessin. Kommandeur wurde Gallean. Neben dem Garibaldi-Bataillon mit der Bezeichnung No 3 gehörten ab dem 25. Oktober das Commune-de-Paris-Bataillon, Dąbrowski-Bataillon, Thälmann-Bataillon, das spätere Edgar-André-Bataillon und eine Artilleriebatterie zur IX. Brigada Móvil. Am 1. November 1936 erfolgte die Umgruppierung der IX. Brigada Móvil de Choque zur XI. Internationalen Brigade.

#### Schlacht von Madrid
Am 9. November 1936 wurde die XII. Internationale Brigade mit den neu formierten Bataillonen Garibaldi, Thälmann und André Marty von Albacete, dem Hauptquartiere der Internationalen Brigaden, zur Madrider Front beordert. Der Kommandeur der XII. Internationalen Brigade war Máté Zalka, besser bekannt als General Lukacz. Zum politischen Kommissar wurde Luigi Longo ernannt. Kommandeur des Garibaldi-Bataillons war Randolfo Pacciardi. Einer seiner Kompaniechefs war Pietro Nenni. Das Bataillon erhielt die Bezeichnung No 3.
Die XII. Internationale Brigade erreichte ungefähr zur gleichen Zeit mit den ersten anarchistischen CNT-Milizeinheiten von Buenaventura Durruti Madrid. Ab dem 12. November 1937 nahm die XII. Internationale Brigade mit dem André-Marty-Bataillon und Thälmann-Bataillon Aufstellung beim Engelshügel (Cerro de los Ángeles / Cerro rojo) im Südwesten von Madrid und kämpfte ab dem 13. November in der Schlacht Cerro de los Angeles, in der die XII. Internationale Brigade in schwere und verlustreiche Kämpfe verwickelt war. Nach den Kämpfen von Cerro de los Angeles kämpfte das Bataillon in der Casa de Campo (Puerta de Hierro) und im Universitätsviertel von Madrid.
Im Dezember 1936 versuchten die Truppen von Franco die Straße nach A Coruña im Nordosten von Madrid abzuschneiden, um die Stadt weiter einzukreisen. Die nationalistische Offensive begann am 3. Dezember und wurde am 13. Dezember intensiviert. Nach der Einnahme von Boadilla del Monte am 14. Dezember wurden die beiden Internationalen Brigaden in den Kampf geworfen. Nach der Einnahme von Boadilla del Monte und Villanueva de la Cañada beendeten die Nationalisten die Offensive. Das Bataillon wurde zu Beginn der Kämpfe, am 13. Dezember, durch 500 weitere italienische Freiwillige verstärkt. Aufgrund der hohen Verluste bei den Kämpfen von Madrid und der sprachlichen Homogenisierung der Internationalen Brigaden wurden die Brigaden nach einem Beschluss ab dem 28. November neu organisiert. Das Thälmann-Bataillon wurde der XI. Internationalen Brigade und das Dąbrowski-Bataillon der XII. Internationalen Brigade zugeteilt.
Im Januar 1937 wurde das Garibaldi-Bataillon zur Verteidigung der Straßenkreuzung bei Almadrones eingesetzt, wo es Mirabueno eroberte, jedoch auf dem Monte San Cristóbal unterlag. Kurz danach gelang bei Majadahonda an der Straße nach A Coruña ein erfolgreicher Gegenangriff gegen die Nationalisten. Hier hatte das Bataillon auch schon im Monat zuvor Boadilla verteidigt.

#### Schlacht am Jarama
Im Februar 1937 nahm es mit allen anderen Verbänden an der Schlacht am Jarama teil, wo es bei Arganda del Rey zum Einsatz kam. In der Schlacht am Jarama wurde der Kommandeur des Garibaldi-Bataillons Randolfo Pacciardi verletzt. Vorübergehend übernahm Ilio Barontinian das Kommando.

#### Schlacht von Guadalajara
Im folgenden Monat März zeichnete sich das Garibaldi-Bataillon beim Kampf gegen Mussolinis Corpo Truppe Volontarie bei Guadalajara aus, wo es die Schlüsselstellungen von Palacio de Ibarra und dann mit dem Rest der Brigade die Stadt Brihuega eroberte. Ab dem 1. Mai 1937 wurde die XII. Brigade mit dem Garibaldi-Bataillon neu strukturiert und erhielt zunächst vorwiegend italienische (ab März 1938 vorwiegend spanische) Freiwillige. Im Juli 1937 nahm die XII. Brigade den Namen „Garibaldi-Brigade“ an.

### Umgruppierung der XII. Internationale Brigade
Vor der Schlacht von Brunete im Juli 1937 erfolgte die Neugruppierung der Internationalen Brigaden. Die Brigade hatte nach der Umgruppierung die folgende Zusammensetzung:
I. Garibaldi-Bataillon

II. Italienisch/Spanisches-Bataillon

III. Italienisch/Spanisches-Bataillon
Die Garibaldi-Brigade kämpfte mit ihren drei Bataillonen nach der Schlacht von Guadalajara bei Morata de Tajuña, Cerro Garabitas und Huesca (Juni 1937). Als das Garibaldi-Bataillon gegen POUM- und CNT-Einheiten eingesetzt werden sollte, legte ihr Kommandeur Randolfo Pacciardi das Kommando des Garibaldi-Bataillons nieder und verließ Spanien im Sommer 1937. Des Weiteren kämpfte die Internationale Brigade in Farlete, Boadilla del Monte, Majadahonda, Belchite, Fuentes de Ebro, Caspe und Brunete (Juli 1937), in der Extremadura, bei Campillo (Februar 1938), am Ebro (Ginestar, Cota de la Muerte) und auf der Sierra Caballos (September 1938). Im September 1938 wurde die Brigade offiziell aufgelöst, viele ihrer ehemaligen Mitglieder kämpften jedoch noch bis Februar 1939 weiter, u. a. bei Barcelona (Llagostera), und setzten sich erst dann nach Frankreich ab.
Kurz nach Auflösung der Garibaldi-Brigade bildeten einige ehemalige Freiwillige eine kleine Einheit mit der Bezeichnung XII. Brigade. Daneben wurde auch eine neue XII. republikanische Brigade aufgestellt, die ausschließlich aus spanischem Personal bestand.
Insgesamt kämpften im Spanischen Bürgerkrieg etwa 4.000 Italiener in den Internationalen Brigaden (Nr. XI.-XV., dann „Thälmann“, „Garibaldi“, „Dombrowski“, „La Marseillaise“, „Lincoln“, dazu 3 Unterstützungsbrigaden).

## Bedeutende Persönlichkeiten
- Luigi Longo (Kommunist, Publizist, Mitorganisator und Inspekteur der Int. Brigaden)
- Pietro Nenni (Sozialist, Politischer Kommissar der Int. Brigaden)
- Carlo Roselli (Antifaschist, von Faschisten in Frankreich getötet)
- Giuseppe Di Vittorio (Kommunistischer Journalist, Mitorganisator der Int. Brig.)
- Randolfo Pacciardi (Antifaschist, 1937 Truppenkommandeur)
- Palmiro Togliatti (Kommunistischer Spitzenpolitiker, Komintern-Vertreter in Spanien)
- Emilio Lussu (Antifaschist, Schriftsteller, bei Brunete Kdr. 2. Btl., Garibaldi-Brigade)
- Asim Vokshi (Antifaschist, Kommandant in der Int. Brig.)
- Mehmet Shehu (Antifaschist, albanischer Ministerpräsident bis 1980)